# Eb/N0

Taxa d'error de bits (BER) vs corbes per a diferents mètodes de modulació digital és un exemple d'aplicació comú. Aquí s'assumeix un canal AWGN.

En comunicació digital o transmissió de dades, {\displaystyle E_{b}/N_{0}} (la relació de densitat espectral d'energia per bit a potència de soroll) és una mesura normalitzada de relació senyal-soroll (SNR), també coneguda com a "SNR per bit". És especialment útil quan es compara el rendiment de la taxa d'error de bits (BER) de diferents esquemes de modulació digital sense tenir en compte l'amplada de banda.

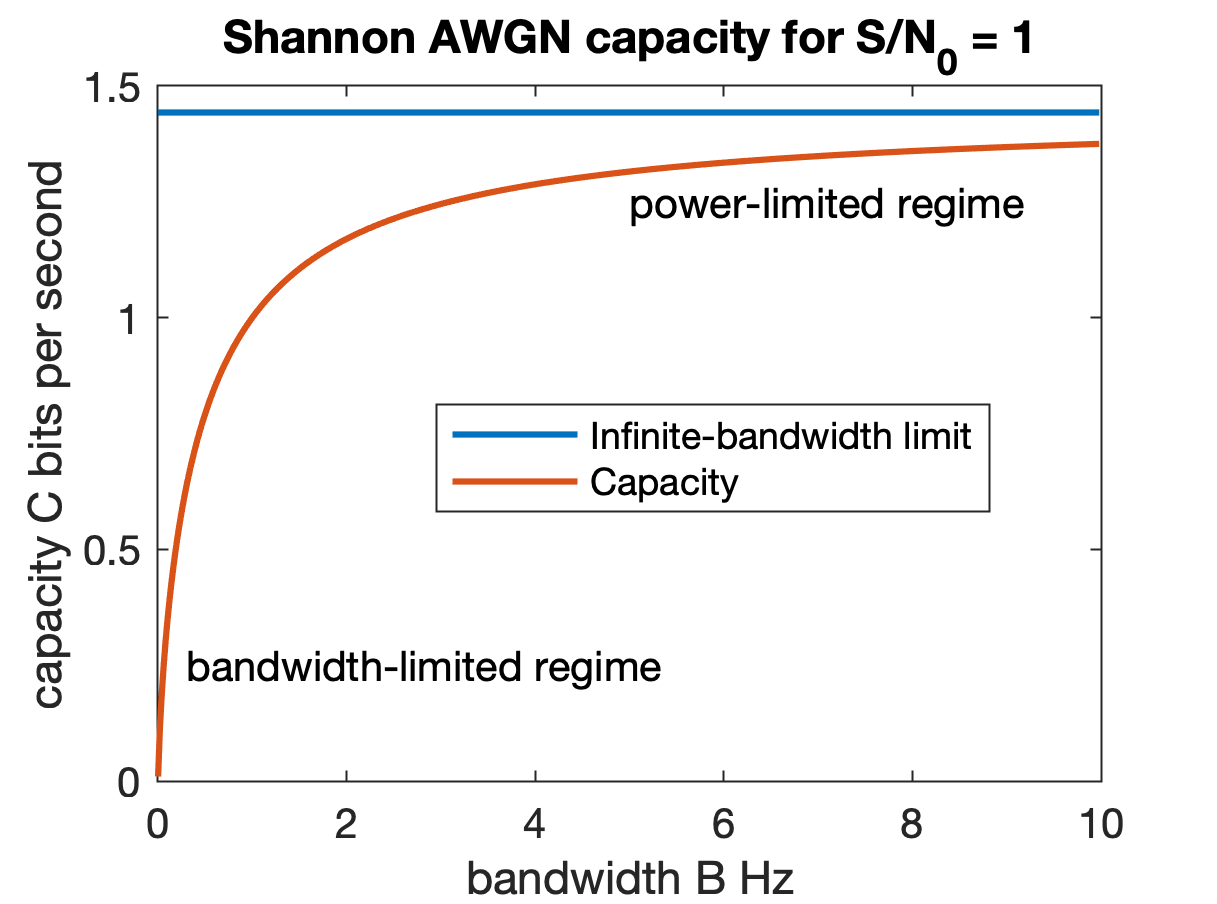
Capacitat del canal amb règims limitats de potència i amplada de banda.

Com indica la descripció, {\displaystyle E_{b}} és l'energia del senyal associada a cada bit de dades d'usuari; és igual a la potència del senyal dividida per la velocitat de bits de l'usuari (no la velocitat de símbol del canal). Si la potència del senyal és en watts i la velocitat de bits és en bits per segon, {\displaystyle E_{b}} està en unitats de joules (watt-segons). {\displaystyle N_{0}} és la densitat espectral del soroll, la potència del soroll en un 1 Ample de banda Hz, mesurat en watts per hertz o joules.
Aquestes són les mateixes unitats que {\displaystyle E_{b}} ja que la proporció {\displaystyle E_{b}/N_{0}} és adimensional; sovint s'expressa en decibels. {\displaystyle E_{b}/N_{0}} indica directament l'eficiència energètica del sistema sense tenir en compte el tipus de modulació, la codificació de correcció d'errors o l'amplada de banda del senyal (incloent-hi qualsevol ús de l'espectre dispers). Això també evita qualsevol confusió sobre quina de diverses definicions d'"amplada de banda" s'ha d'aplicar al senyal.
Però quan l'amplada de banda del senyal està ben definit, {\displaystyle E_{b}/N_{0}} també és igual a la relació senyal-soroll (SNR) en aquesta amplada de banda dividida per l'eficiència espectral de l'enllaç "bruta" en bit/s⋅Hz, on els bits en aquest context es refereixen de nou a bits de dades de l'usuari, independentment de la correcció d'errors. informació i tipus de modulació.
{\displaystyle E_{b}/N_{0}} s'ha d'utilitzar amb cura en canals amb interferències limitades, ja que el soroll blanc additiu (amb densitat de soroll constant {\displaystyle N_{0}}) s'assumeix, i la interferència no sempre és semblant al soroll. En els sistemes d'espectre expandit (per exemple, CDMA), la interferència és prou semblant al soroll que es pot representar com {\displaystyle I_{0}} i afegit al soroll tèrmic {\displaystyle N_{0}} per produir la proporció global {\displaystyle E_{b}/(N_{0}+I_{0})}.

## Límit de Shannon
El teorema de Shannon-Hartley diu que el límit de la taxa d'informació fiable (taxa de dades exclusiu dels codis de correcció d'errors) d'un canal depèn de l'amplada de banda i la relació senyal-soroll segons:{\displaystyle I<B\log _{2}\left(1+{\frac {S}{N}}\right)}on
- I és la velocitat d'informació en bits per segon exclosos els codis de correcció d'errors,

- B és l'amplada de banda del canal en hertz,

- S és la potència total del senyal (equivalent a la potència de la portadora C), i

- N és la potència total del soroll en l'ample de banda.

Fent les substitucions adequades, el límit de Shannon és:
{\displaystyle {R \over B}=2R_{l}<\log _{2}\left(1+2R_{l}{\frac {E_{\text{b}}}{N_{0}}}\right)}
que es pot resoldre per obtenir el límit de Shannon {\displaystyle E_{b}/N_{0}} :
{\displaystyle {\frac {E_{\text{b}}}{N_{0}}}>{\frac {2^{2R_{l}}-1}{2R_{l}}}}
Quan la velocitat de dades és baixa en comparació amb l'ample de banda, de manera que {\displaystyle R_{l}} és proper a zero, la fita, de vegades anomenada límit últim de Shannon, és:
{\displaystyle {\frac {E_{\text{b}}}{N_{0}}}>\ln(2)}
que correspon a −1,59 dB.
Aquest límit sovint citat de -1,59 dB només s'aplica al cas teòric d'ample de banda infinit. El límit de Shannon per a senyals d'ample de banda finit és sempre més alt.